# San Lorenzo (paroisse civile)
Pour les articles homonymes, voir San Lorenzo.
San Lorenzo est l'une des six paroisses civiles de la municipalité de Montes dans l'État de Sucre au Venezuela. Sa capitale est San Lorenzo.